# Canon EOS 2000D
La Canon EOS 2000D és una càmera reflex digital APS-C fabricada per Canon. Va ser anunciada, junt amb la EOS 4000D, el 25 de febrer de 2018 amb un preu de venda suggerit de 529€, el qual incloïa l'objectiu Canon EF-S18-55 mm f/3,5-5,6 IS II.
Aquest model i la EOS 4000D van substituir a la EOS 1300D, sent la primera inferior i la segona superior en prestacions.
Aquest model és conegut com a Canon EOS Rebel T7 a Amèrica, com a EOS Kiss X90 al Japó i com a EOS 1500D al sud-est asiàtic.

## Característiques[1]
Les seves característiques més destacades són:
- Sensor d'imatge CMOS de 24.1 megapíxels
- Processador d'imatge Digic 4+
- 9 punts d'autoenfocament amb un punt en creu en el centre a f/5,6
- Disparo continu de 3 fotogrames per segon
- Sensibilitat ISO 100 - 6400 (ampliable fins a H: 12800)
- Gravació de vídeo FULL HD de 1080p a 24p, 25p (25 Hz) i 30p (29,97 Hz)
- Gravació de vídeo HD de 720p a 60p (59,94 Hz) i 50p (50 Hz)
- Pantalla LCD de 3,0" amb una resolució de 920.000 píxels
- Wi-Fi i NFC incorporats per poder enviar les fotografies i vídeos al telèfon
- Batería LP-E10

## Diferències respecte a la 1300D[2]
- Resolució del sensor d'imatge: 24,1 megapíxels, en lloc de 18 megapíxels.
- Càmera més lleugera: 475 g, en lloc de 485 g
- En aquest model es va eliminar el pin central de la zapata de flaix, fent així que només fos compatible amb flaixos TTL[3]

## Inclòs a la caixa[4]
- Cos de la Canon EOS 2000D
- Objectiu EF-S 18-55mm f/3.5-5.6 IS II
- Ocular EF
- Corretja per a la càmera EW-400D
- Batería LP-E10
- Carregador de bateria LC-E10E
- Cable d'alimentació pel carregador de bateria
- Guia d'inici ràpid

## Accesoris compatibles
- Tots els objectius amb muntura EF / EF-S
- Flaixos TTL
- Targetes de memoria SD, SDHC i SDXC
- Cable mini HDMI (tipus C)